# Scilla andria
Scilla andria är en sparrisväxtart som beskrevs av Franz Speta. Scilla andria ingår i släktet blåstjärnesläktet, och familjen sparrisväxter. Inga underarter finns listade i Catalogue of Life.